# 金命洙

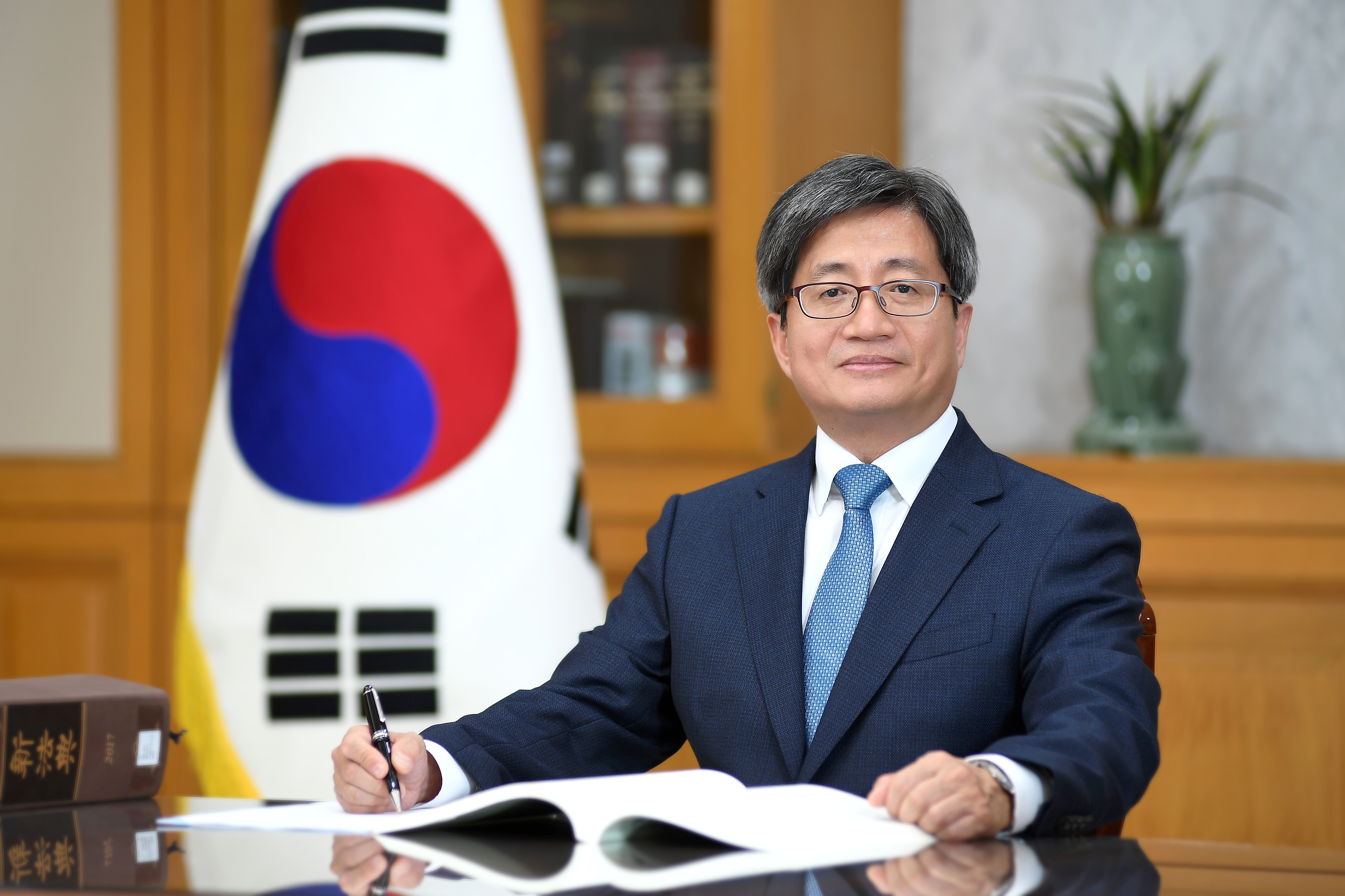
金命洙

金 命洙（キム・ミョンス、韓国語：김명수、1959年10月12日 - ）は、韓国の裁判官。2017年から2023年まで大法院（最高裁）長を務めた。

## 来歴
釜山生まれ、ソウル大学校法科大学卒業。地方法院、ソウル高等法院、特許法院の判事を歴任し、2016年に春川地方法院法院長に就任。2017年、大法院長官に大抜擢された。大法院判事の経験がない人物が大法院長に就任するのは極めて異例のことだった。革新系判事が集まる「我が法研究会」会長。